# Nucifraga caryocatactes

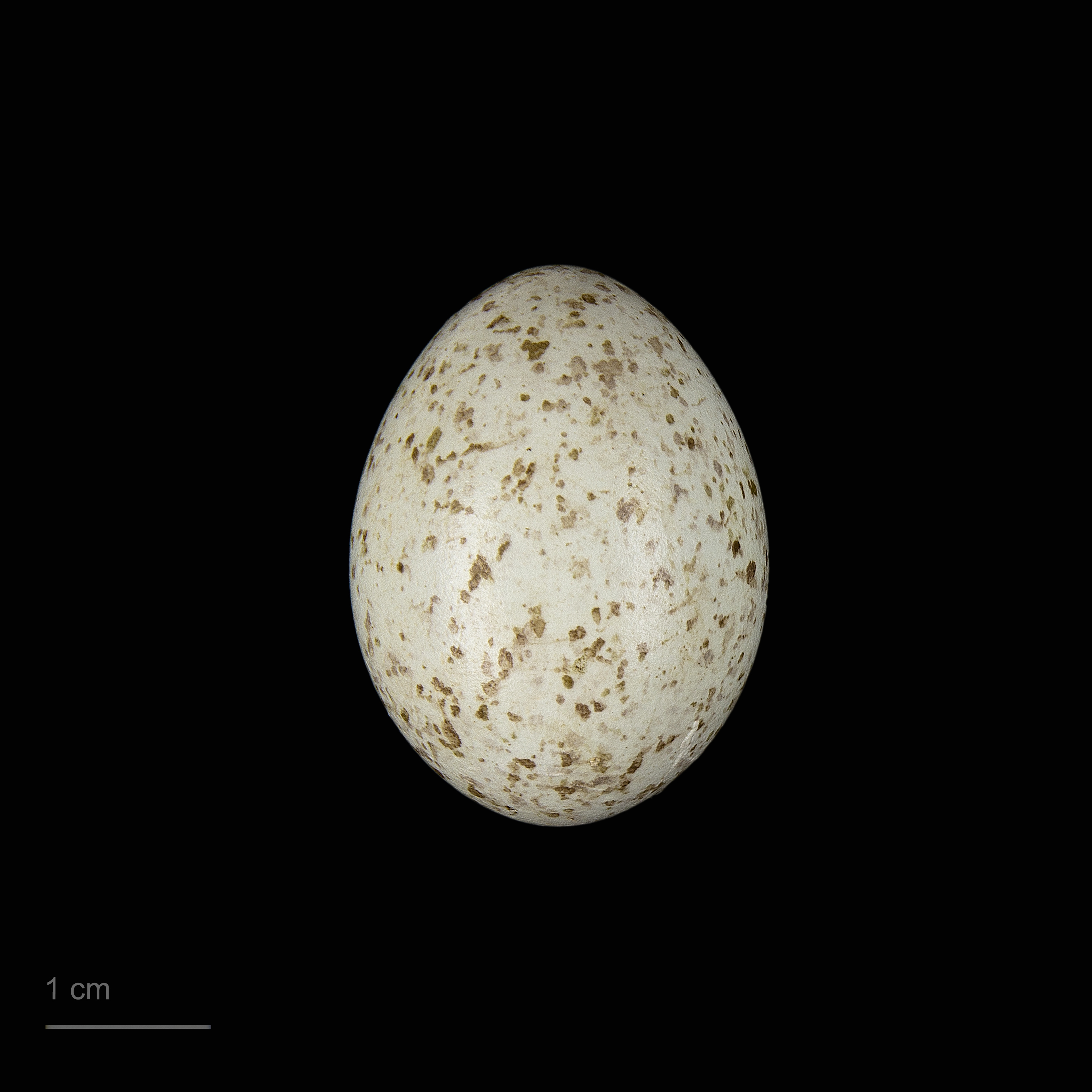
Nucifraga caryocatactes caryocatactes - MHNT

El cascanueces común  (Nucifraga caryocatactes) es una especie de ave paseriforme de la familia Corvidae ampliamente distribuido por los bosques fríos y montañas del Viejo Mundo.

## Subespecies
Se reconocen las siguientes subespecies:
- Nucifraga caryocatactes caryocatactes
- Nucifraga caryocatactes hemispila
- Nucifraga caryocatactes interdicta
- Nucifraga caryocatactes japonica
- Nucifraga caryocatactes macella
- Nucifraga caryocatactes macrorhynchos
- Nucifraga caryocatactes multipunctata
- Nucifraga caryocatactes owstoni
- Nucifraga caryocatactes rothschildi
- Nucifraga caryocatactes yunnanensis